# Искърски пролом
Искърският пролом (или Старопланински пролом на река Искър) е пролом на река Искър в Западна България, в Западна Стара планина, в Софийска област и област Враца. Свързва Софийската котловина на юг с Дунавската равнина на север. Искърският пролом е най-дългият и най-впечатляващият пролом в България с дължина от 84 km и средна надморска височина от 362 m.

## Географско описание
Проломът започва северно от град Нови Искър на 520 m н.в. и се насочва на север. Разчленява Софийска планина на две части и в този си участък служи за граница между планините Мала планина, Понор и Козница на запад и Голема планина на изток. След село Лакатник реката завива на изток, като тук някъде е средната надморска височина на пролома от 362 m и тук той служи за граница между Врачанска планина на север и Ржана планина на юг. (Всички изброени планини са част от Западна Стара планина). Завършва южно от град Мездра на 210 m н.в.
Проломът е типична антецедентна долина, образуван чрез всичане на река Искър в епейрогенно издигащата се Старопланинска верига. Пресича напряко дълбоко денудираните през терциера Свогенска и Берковска антиклинала и разкрива техните ядки. При цикличното ерозионно всичане на реката през кватернера се образуват 6-7 тераси, като най-високата и най-старата е на 110-120 m над реката. Някои от терасите корелират с изходите на множеството пещери в склоновете. В пролома река Искър приема притоците си Батулийска река (десен), Дълбочица (ляв), Искрецка река (ляв), Габровница (десен) и др. При устията на реките в палеозойските лесно разрушими скали на диабазфилитоидната формация проломът се разширява. На север от Гара Бов се стеснява и на места придобива каньоновиден характер с живописен изглед – при село Лакатник, Черепишкия манастир и село Лютиброд. Склоновете на пролома са силно обезлесени, а запазената растителност е антропогенно изменена. Горите са запазени в ограничени територии. Големи площи от склоновете са заети от бивши обработваеми земи и са подложени на силна ерозия. Често се проявяват сипеи и срутища. При устията си в Искър страничните притоци образуват наносни конуси.

## Туризъм
В Искърския пролом има интересни места за туризъм – множество различни скални образувания, карстови форми и други. По важните туристически обекти в него са:
- водопадът Бовска скакля – на левия долинен склон, в района на село Заселе;
- карстовият район с пещерите около село Зимевица – на левия долинен склон;
- пещерата Темната дупка – на левия долинен склон, северозападно от село Гара Лакатник;
- карстовият извор Житолюб – на левия долинен склон, северозападно от село Лакатник;
- Лакатнишките скали – на левия долинен склон, западно и северозападно от село Лакатник;
- Черепишкия манастир – на десния долинен склон, югозападно от село Лютиброд;
- Ритлите – отвесни каменни стени, на левия долинен склон, западно от село Лютиброд и др.

В пролома и околните склонове са разположени над 50 населени места в Община Своге, Софийска област и Община Мездра, област Враца. Обособени са и няколко големи вилни зони главно в горната част на пролома: в.з. Ромча, в.з. Владо Тричков, в.з. Луково и други по-малки около Своге и Церово.

## Транспорт
До построяването на жп линията в края на 19 век проломът е бил почти непроходим и слабо използван. Сега през него преминава почти 80-километров участък от жп линията София – Мездра, като пътуването през него е истинска атракция и наслада за окото на пътника от редуващите се отвесни скали, множеството мостове над Искър и неговите притоци и повече от двадесетте изградени тунела, които „срязват“ извивките на реката.
Успоредно на жп линия преминава и участък от 80,6 km от второкласния Републикански път II-16 Ребърково – Своге – Нови Искър (от km 0 до km 80,6). От село Ребърково до Черепишкия манастир пътят е прокаран по десния долинен склон, след това до град Своге – по левия, до село Луково – по десния, а накрая до град Нови Искър – отново по левия.

## Други
На Искърския пролом е наречена улица в квартал „Белите брези“ в София (Карта).

## Топографска карта
- Лист от карта K-34-35. Мащаб: 1 : 100 000.
- Лист от карта K-34-36. Мащаб: 1 : 100 000.
- Лист от карта K-34-47. Мащаб: 1 : 100 000.

## Галерия
- Искърското дефиле